# Oxytropis ochroleuca
Oxytropis ochroleuca är en ärtväxtart som beskrevs av Aleksandr Andrejevitj Bunge. Oxytropis ochroleuca ingår i släktet klovedlar, och familjen ärtväxter. Inga underarter finns listade i Catalogue of Life.